# Thornburghiella clavata
Thornburghiella clavata är en tvåvingeart som beskrevs av Vaillant 1973. Thornburghiella clavata ingår i släktet Thornburghiella och familjen fjärilsmyggor.
Artens utbredningsområde är North Carolina. Inga underarter finns listade i Catalogue of Life.